# 블루 맨 그룹
블루 맨 그룹(영어: Blue Man Group)은 미국의 행위 예술가 그룹으로, 얼굴을 파랗게 입힌 뒤, 음악과 연극 등 다양한 퍼포먼스를 전개하는 것으로 잘 알려져 있다.

## 같이 보기
- 펜 질렛